# Max Théon
Max Théon (Varsóvia, 17 de novembro de 1848 – Tremecém, 4 de março de 1927) foi um cabalista judeu polonês.
Ainda jovem, em Londres inspirou a criação da Fraternidade Hermética de Luxor, em 1884. Paul Johnson considera o personagem misterioso dos ocultistas conhecido como Tuitit Bey como um retrato fantasioso de Théon. Ele pode ter sido professor de Helena Blavatsky. Em 1885 casou com Mary Chrystine Woodroffe Ware, que foi conhecida como Alma Theon, e se mudaram para Paris. Em 1887 foram para a Argélia, onde adquiriram terras. Max e alguns de seus alunos fundaram o Movimento Cósmico, que editava um jornal. Depois da morte da esposa em 1908, a quem considerava o seu espírito guia, entrou em grande depressão e dissolveu o movimento.